# Plech
Plech – gmina targowa w Niemczech, w kraju związkowym Bawaria, w rejencji Górna Frankonia, w regionie Oberfranken-Ost, w powiecie Bayreuth, wchodzi w skład wspólnoty administracyjnej Betzenstein. Leży przy autostradzie A9 (zjazd 46).
Gmina położona jest ok. 33 km na południe od Bayreuth, ok. 35 km na północny zachód od Amberga i ok. 33 km na północny wschód od Norymbergi.

## Dzielnice
W skład gminy wchodzą następujące dzielnice: 
- Bernheck
- Ottenhof
- Plech

## Demografia

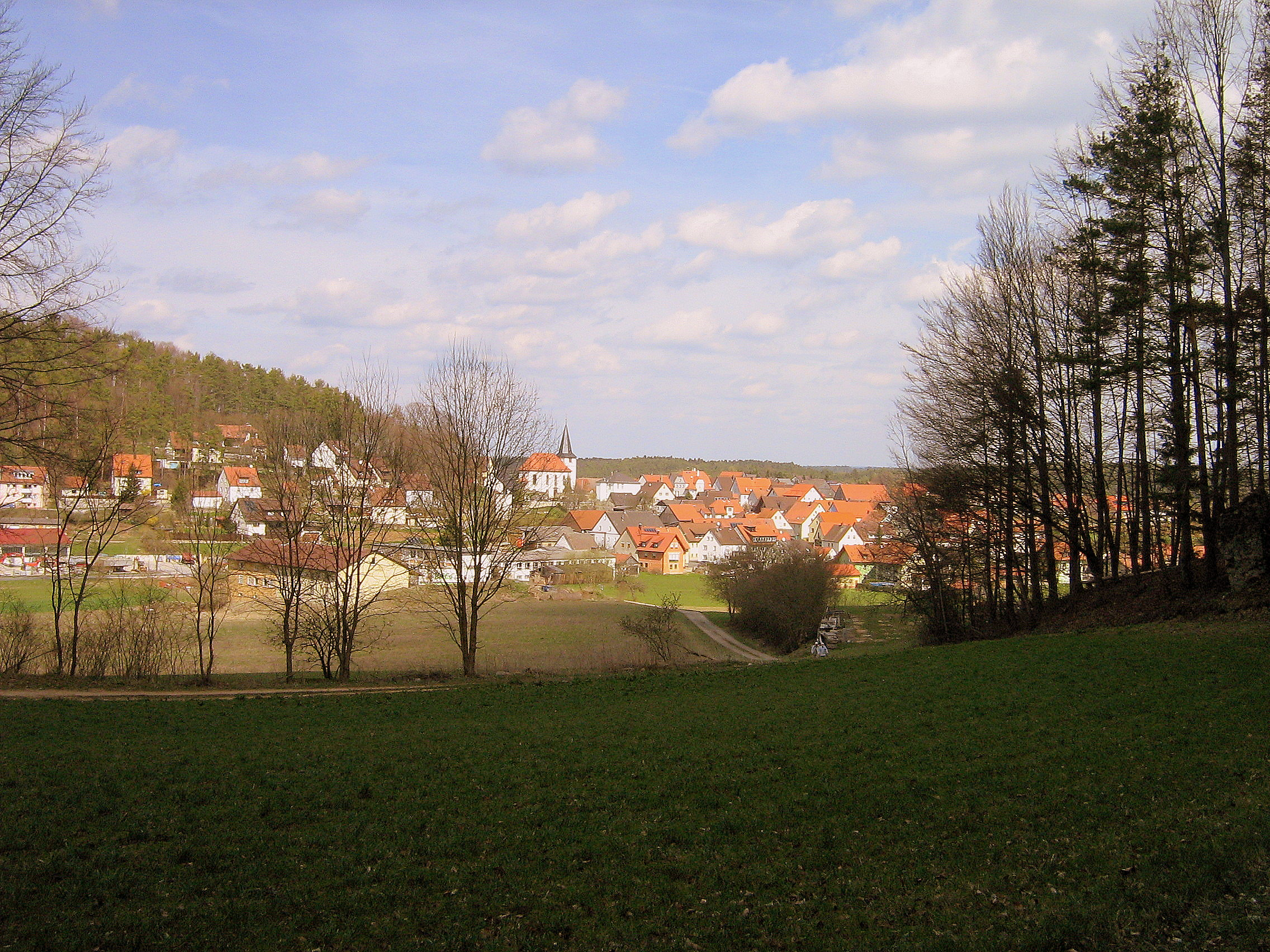
Plech

| Rok  | Liczba mieszk. |
| ---- | -------------- |
| 1970 | 1141           |
| 1987 | 1191           |
| 2000 | 1285           |
| 2006 | 1287           |

## Atrakcje
- park rozrywki Fränkisches Wunderland (Frankońska Kraina Czarów)